# Timoleon

Süditalien zur Zeit Timoleons

Timoleon (altgriechisch Τιμολέων Timoléōn; * um 411 v. Chr. in Korinth; † nach 337 v. Chr. in Syrakus) war ein antiker griechischer Politiker und Heerführer. Als Sieger über die Karthager spielte er eine wichtige Rolle in der Geschichte Siziliens, insbesondere in der Geschichte von Syrakus.

## Leben
Um die Mitte des 4. Jahrhunderts litten die Griechen Siziliens unter fruchtlosen Fehden und Staseis, in die sich auch Karthago immer wieder einmischte. 345 oder 344 v. Chr. kamen Boten aus Syrakus nach Korinth. Die Mutterstadt wollte den Syrakusanern die Unterstützung nicht verweigern, auch wenn die Oberhäupter der Stadt es ablehnten, die Verantwortung für den Versuch zu übernehmen, eine stabile Regierung in der von Parteienstreit zerrissenen Stadt zu errichten. Timoleon, von unbekannter Seite als Aisymnetes (Vermittler) ins Spiel gebracht, wurde in der korinthischen Volksversammlung einhellig gewählt, die Mission zu leiten. Er brach mit einigen wenigen der führenden Korinther und einer etwa 700 Mann starken Armee griechischer Söldner auf 10 Schiffen nach Sizilien auf, wich einer karthagischen Flottille aus und landete in Tauromenion (Taormina), wo er freundlich aufgenommen wurde. Zu dieser Zeit war Hiketas, Tyrann von Leontinoi, auch Herr von Syrakus mit Ausnahme der Insel Ortygia, die von Dionysios II., dem nominellen Tyrannen, besetzt gehalten wurde.

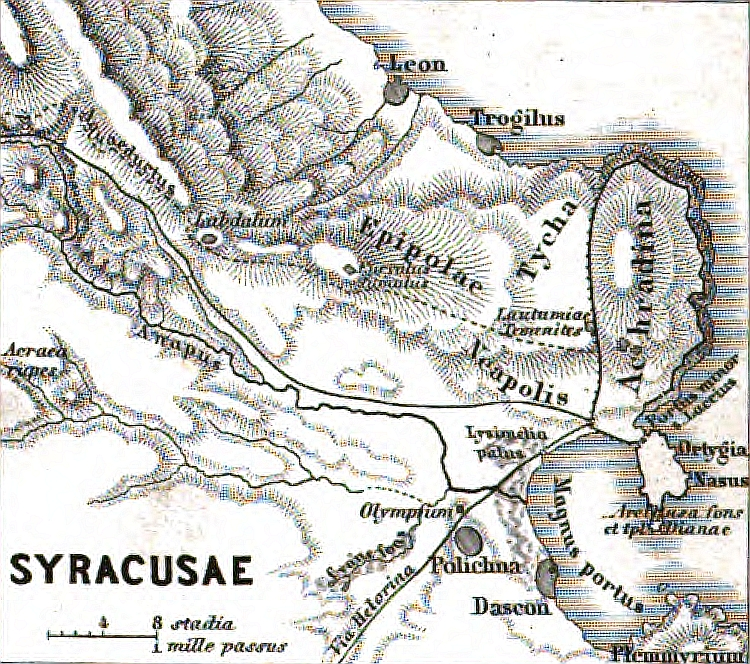
Syrakus in der Antike mit der vorgelagerten Insel Ortygia

Hiketas wurde bei Adranon, einer Stadt im Landesinneren, geschlagen und auf Syrakus zurückgeworfen. 343 v. Chr. übergab Dionysios Ortygia unter der Bedingung freien Geleits nach Korinth. Hiketas erhielt nun Unterstützung aus Karthago (Quellen sprechen von 60.000 Mann), aber fehlende Erfolge führten zu Differenzen, woraufhin die Karthager Hiketas fallen ließen, der nun in Leontinoi belagert wurde und sich gezwungen sah, aufzugeben. Timoleon war jetzt Herr von Syrakus.
Er begann die nötigen Arbeiten zur Wiederherstellung der Stadt, holte neue Siedler aus Korinth und anderen Teilen Griechenlands, setzte eine Volksregierung auf der Basis demokratischer Gesetze des Diokles ein. Um bei der Bevölkerung nicht selbst als Tyrann zu wirken, ließ er die stadtbeherrschende Festung auf Ortygia schleifen und stattdessen ein Gerichtsgebäude errichten. Der amphi-polos oder Priester des Zeus von Olympia, der jährlich aus einer von drei Familien gewählt wurde, wurde als oberster Magistrat eingesetzt. Timoleons Reformen scheinen so nachhaltig gewesen zu sein, dass sie bis in die Zeit des Augustus gültig blieben.
Hiketas brachte Karthago erneut (340/339 v. Chr.) dazu, eine Armee, diesmal 70.000 Mann, zu senden, die in Lilybaion (Marsala) landeten. Nach der schnellen Aushebung von 12.000 Mann, zumeist Söldnern, marschierte Timoleon westwärts durch die Insel bis in die Nähe von Selinus und erkämpfte in der Schlacht am Krimisos einen entscheidenden Sieg, bei dem Timoleon selbst die Infanterie anführte. Die Niederlage der Gegenseite wurde durch einen Hagelsturm vollständig gemacht. Dieser Sieg gewährte den sizilischen Griechen viele Jahre Frieden und Sicherheit.
Karthago startete einen weiteren Versuch und sandte einige Söldner, um wenigstens den Konflikt zwischen Timoleon und den Tyrannen zu verlängern. Dieser Versuch endete jedoch 338 v. Chr. mit Hiketas’ Niederlage, der dabei auch gefangen genommen und dann getötet wurde. Durch einen Vertrag wurde Karthagos Herrschaft in Sizilien auf das Gebiet westlich des Flusses Halykos (Platani) beschränkt.
Timoleon zog sich nun ins Privatleben zurück, führte keinen Titel mehr und hatte auch kein Amt mehr inne, blieb aber praktisch die oberste Entscheidungsinstanz, nicht nur in Syrakus, sondern auf der gesamten Insel. Ungeachtet aller Zwietracht scheint Sizilien in dieser Zeit ruhig und friedlich gewesen zu sein. Einige Zeit vor seinem Tod erblindete er, bestand jedoch darauf, die Versammlungen weiterhin zu besuchen und seine Ansicht vorzutragen, die dann auch üblicherweise einstimmig akzeptiert wurde. Er wurde auf Kosten der Bürger von Syrakus begraben, die ein Monument zu seinen Ehren auf dem Marktplatz errichteten, das später mit Säulengängen umgeben wurde, sowie ein Gymnasion, das Timoleonteon genannt wurde.